# René Vandervoodt
René Vandervoodt (Brussel, 17 juli 1898 - Grimbergen, 20 april 1978) was een Belgisch kunstschilder en muzikant.

## Levensloop
René Vandervoodt studeerde eerst aan de kunstacademie van de Brusselse gemeente Sint-Joost-ten-Node (1916 - 1918) bij Henri Ottevaere. Daarna ging het naar de Koninklijke Academie voor Schone Kunsten in Brussel (1918-1922).
Hij kreeg les van:
- Herman Richir - schilderen naar de natuur
- François Hofman - menselijke anatomie
- Pierre Rubay - dierlijke anatomie
- François Taelemans - perspectief
- Auguste Vermeylen - kunstgeschiedenis
- George Eekhoud - letterkunde & algemene ontwikkeling
- Marguerite Devigne - geschiedenis van de kleding

Hij maakte een studiereis naar Spanje en verbleef aldaar van maart tot augustus 1929. Hij realiseerde in die periode een dertigtal werken. 

## Oeuvre
Vandervoodt schilderde stillevens, genrestukken, naakten, portretten, landschappen, interieurs, stadsgezichten, bloemen, stillevens, compositie en aquarellen. Hij evolueerde naar abstracte composities met muzikale resonanties.

### van 1923 - 1926
- Impression (étude de paysage)- privébezit te Vilvoorde
- Paysage à Borght (Vilvorde) - privébezit te Vilvoorde
- Autoportrait (1924)- privébezit te Antwerpen
- Paysage décoratif - privébezit te Vilvoorde
- Intérieur - privébezit te Schaarbeek
- L'Homme au violoncelle - privébezit te Schaarbeek
- Masque de Melle Renée Elsen - privébezit te Schaarbeek
- Portait de Mme Elsen - privébezit te Schaarbeek
- Vieux vagabond - privébezit te Vilvoorde
- Eglise de Grimbergen - privébezit te Vilvoorde
- Eglise de la Consolation à Vilvorde - Eigendom van de gemeente Vilvoorde / Gemeentehuis
- Ancien Pont de Canal à Vilvorde - privébezit te Vilvoorde
- Paysage à Neder-over-Heembeek - privébezit te Madrid
- Ruisselet en Mars - eigenaar niet gekend
- Ancien Pont sur la Senne à Eppegem - privébezit te Schaarbeek
- La Roseraie - privébezit te Vilvoorde
- Les deux petit Chinois (nature morte) - privébezit te Vilvoorde
- Paysage en Avril - privébezit te Vilvoorde
- Vieux coin à Vilvorde - privébezit te Vilvoorde
- Nature morte aux Coloquintes - privébezit te Vilvoorde
- Vue sur la Lys au Pont de Lauwe - privébezit te Gent

### van 1926 - 1928
- Béguinage de courtrai - privébezit te Vilvoorde
- Toits sous la neige - privébezit te Vilvoorde
- Paysage d'Hiver à Elewijt - privébezit te Schaarbeek
- Intérieur au Béguinage de Malines - privébezit te Mechelen
- Porte avec auvent au Béguinage de Malines - privébezit te Mechelen
- Vieux Pont sur la Dyle (Quai au Sel)à Malines - privébezit te Mechelen
- Vue sur la Dyle (mosselbak au Marché aux Poissons)à Malines  - privébezit te Schaarbeek
- Vieux Pont sur la Dyle (Notre-Dame d'Hanswijk)à Malines - privébezit te Mechelen
- Chapelle de la Vierge (près de la Dyle et du Marché aux Poissons) à Malines - privébezit te De Panne
- Petite Vue de Malines - privébezit te Vilvoorde
- Ruelle Sainte Anne à Malines - privébezit te Schaarbeek
- Rue des Huit Béatitudes à Malines - privébezit te Schaarbeek
- Rue de la Corne-de-Cerf à Malines - privébezit te Schaarbeek
- Porte de Jésus à Malines - privébezit te Schaarbeek
- Ruelle de la clef à Malines - privébezit te Vilvoorde
- Petite nature morte aux harengs - privébezit te Vilvoorde
- Paysage - privébezit te Vilvoorde
- Crépuseule à Houtem - privébezit te Zellik
- Ancienne Brasserie à Perck - privébezit te Vilvoorde
- Petit paysage à Eppegem (au jardin de l'église de la Consolation avec arbre à l'avant-plan) - privébezit te Vilvoorde
- Giboulée d'Avril - privébezit te Oostende
- Portrait de Mr Frans Elsen - privébezit te Jette

### 1929 (tijdens verblijf in Spanje)
- Procession de la Semaine Sainte à Séville - privébezit te Machelen
- Danse gitane à Grenade - privébezit te Brussel
- Scène paysanne en Andalousie - privébezit te Vilvoorde
- Chevrier andalou -
- Andalou au sombrero gris -
- Sévillane au mantón -
- La Giralda de Séville - privébezit te Vilvoorde
- Torre de aguas à l'Alcazar de Séville - privébezit te Vilvoorde

### 1933 - ...
- Impasse de la maison rouge à Bruxelles - privébezit te Berlijn

## Tentoonstellingen
- 1926, Brussel, Galerie Nouvelle
- 1928, Vilvoorde, Gemeentehuis
- 1928, Brussel, Galerie Thémis
- 1930, Antwerpen, Triënnale tentoonstelling
- 1931, Brussel, Galerie de la Toison d'Or
- 1933, Brussel, Galerie de la Toison d'Or
- 1933, Ixelles, Gemeentelijk museum
- 1933, Brussel, Cercle Artistique et Littéraire
- 1934, Brussel, Paleis voor Schone Kunsten
- 1935, Brussel, Paleis voor Schone Kunsten
- 1936, Brussel, Paleis voor Schone Kunsten
- 1937, Brussel, Paleis voor Schone Kunsten
- 1939, Ixelles, Gemeentelijk museum
- 1946, Brussel, l'Ecrin d'Art
- 1950, Brussel, Paleis voor Schone Kunsten
- 1953, Grimbergen, Gemeentehuis
- 1957, Brussel, Galerie Albert I
- 1957, Brussel, Paleis voor Schone Kunsten
- 1960, Brussel, Paleis voor Schone Kunsten
- 1964, Grimbergen, Gemeentehuis
- 1967, Grimbergen, Gemeentehuis